# Orzyłowski
Orzyłowski (forma żeńska: Orzyłowska; liczba mnoga: Orzyłowscy) – polskie nazwisko. Na początku lat 90. XX wieku w Polsce nosiły je 270 osób.
Pierwotna wersja rodowego nazwiska miała formę Orzełowski. Po powstaniu listopadowym władze carskie zarządziły weryfikację szlachectwa szlachty polskiej. Podczas tej akcji, na skutek omyłki, Heraldia Królestwa Polskiego wpisała niektórym przedstawicielom rodu  nazwisko Orzyłowski, po czym nie zostało to skorygowane. Od tej pory obie wersje nazwiska przeplatają się.